# Dobersgrund
Dobersgrund ist ein Gemeindeteil der Kreisstadt Kronach im Landkreis Kronach (Oberfranken, Bayern).

## Geographie
Das langgezogene Straßendorf befindet sich auf einer Anhöhe, die im Norden ins Tal des Paulusgraben und im Südosten ins Tal des Dobersgrundbachs abfällt. Eine Gemeindeverbindungsstraße führt nach Brand (1 km westlich) bzw. nach Kronach zur Bundesstraße 303 (1,8 km nordöstlich).

## Geschichte
Gegen Ende des 18. Jahrhunderts gab es in Dobersgrund 2 Anwesen. Das Hochgericht übte das bambergische Centamt Kronach aus. Die Pfarrei Kronach war Grundherr der beiden Tropfhäuser.
Mit dem Gemeindeedikt wurde Dobersgrund dem 1808 gebildeten Steuerdistrikt Neuses und der 1818 gebildeten Ruralgemeinde Seelach zugewiesen. Am 1. Mai 1978 wurde Dobersgrund im Zuge der Gebietsreform in Bayern in Kronach eingegliedert.

### Baudenkmal
- Wegkapelle

### Einwohnerentwicklung
| Jahr      | 001818 | 001861 | 001871 | 001885 | 001900 | 001925 | 001950 | 001961 | 001970 | 001987 |
| Einwohner | 22     | 15     | 25     | 43     | 53 *   | 99 *   | 118 *  | 107 *  | 90     | +      |
| Häuser    | 4      |        |        | 6      | 8 *    | 17 *   | 17 *   | 20 *   |        | +      |
| Quelle    | [ 5 ]  | [ 7 ]  | [ 8 ]  | [ 9 ]  | [ 10 ] | [ 11 ] | [ 12 ] | [ 13 ] | [ 14 ] | [ 1 ]  |

## Religion
Der Ort ist römisch-katholisch geprägt und nach Kronach gepfarrt.